# ساسکیا و سرژ
ساسکیا و سرژ (به انگلیسی: Saskia & Serge) گروه موسیقی دو نفره هلندی بود.
آن‌ها نماینده هلند در یوروویژن ۱۹۷۱ بودند.
ترودی ون دن برگ (به انگلیسی: Trudy van den Berg) (زاده ۲۳ آوریل ۱۹۴۷) در خروته‌بروک است.
رودی شاپ (به انگلیسی: Ruud Schaap) (زاده ۲۲ مارس ۱۹۴۶) در دن هلدر است.